# Mesterségem a halál
A Mesterségem a halál (La mort est mon métier) Robert Merle Goncourt-díjas francia író 1952-ben megjelent regénye; Rudolf Höß (a könyvben Rudolf Lang), az auschwitzi koncentrációs tábor parancsnokának fiktív önéletrajza, a holokauszt újszerű, morbid bemutatása. Az író Hößnek a nürnbergi per során tett tanúvallomásait felhasználva – amelyeket 1951-ben a Nemzetközi Zsidó Dokumentációs Központ bocsátott Merle rendelkezésére – valóságközeli képet alkot e bürokrata gyilkos életéről: „Minden elgázosítással végrehajtott tömegkivégzés az RSHA közvetlen parancsára, felelősségére és felügyelete alatt történt.” – írta tanúvallomásában; „Mindazt, amit a táborban teszek, parancsra teszem! Engem nem terhel felelősség!” – nyilatkozta később Krakkóban, egykori vádlóinak. 1947. április 16-án Auschwitz I. krematóriuma előtt akasztották fel, háborús bűnei miatt, miután a Lengyel Nemzeti Törvényszék halálra ítélte. Pár hónappal később kezdődött el az ún. Auschwitz-per.
A regényt „az önéletrajzi forma objektivitása, a beszámoló szenvtelen módszeressége teszi feszültté, hatásossá”. „Merle e regényét az elpusztítottak emlékének szentelte […] művében nem »a németeket« ítélte el, hanem „a fajgyűlölet minden formáját.” A Mesterségem a halál című regény jól ismert a magyar olvasóközönség körében; szerepel magyar NagyKönyv szavazás 100-as sikerlistáján.

## Cselekmény
|  | Alább a cselekmény részletei következnek! |

„Rudolf Lang történetében, a nevét kivéve, minden igaz. Élete is, pályafutása is. Az auschwitzi halálgyár létrejöttét történész módjára mutattam be: kőről kőre, dokumentumról dokumentumra állítottam össze a nürnbergi okmányok alapján.” – vallja a szerző.
A történet 1913-ban kezdődik. Egyes szám első személyben, önéletrajzi formában bemutatkozik Rudolf Lang, akit érzelmileg instabil apja a katolikus papi pályára szán. Lang kamaszként részt vesz az első világháborúban. Hazaérkezvén a német szabadcsapatoknál szolgál katonaként és harcol Litvániában, valamint Lengyelországban, a harcok elültével azonban sorsa rosszabbra fordul, nem találja helyét a polgári életben. A gazdasági válság és zűrzavar sújtotta Németországban prefasiszta körökbe sodródik, a náci párt tagja lesz. A weimari köztársaság idején börtönbe kerül, majd 1929-től az SA, később az SS tagjaként egyre fontosabb megbízatásokat kap – így indul sikeres katonai karrierje, amelynek csúcspontjaként 1941-ben megbízzák az auschwitzi haláltábor megszervezésével, és a táborba szállított zsidók megsemmisítésével.
Lang, mint szolgalelkű, hűséges parancsvégrehajtó erkölcsi és morális kétely nélkül megépítteti a gázkamrákat, a krematóriumokat. Meggyőződéssel, elkötelezetten dolgozik azon, hogy a lehető legtöbb zsidó meggyilkolásával és a holttestek eltüntetésével, technikailag minél magasabb fokon lássa el feladatát – az emberirtás mestere lesz. Merle zseniális paradoxona, hogy mindez – így az elbeszélő szempontjából nézve – egyáltalán nem áll ellentétben Lang vallásosságával és pedáns, szerető családapai szerepével. A szenvtelen tömeggyilkos és a harmonikus családfő kettősségben rejlik a regény abszurd mondanivalója: „az olvasó egyszer csak azon kapja magát, hogy már maga is tervezget, számol, gondolkozik, hogyan lehetne észszerűbben, hatékonyabban megszervezni a transzportok mozgatását, hogyan lehetne megduplázni az üzem napi termelését. Annyira azonosul a főhőssel, hogy a Feladat teljesítése közben elfeledkezik róla, hogy miről is van szó.”
|  | Itt a vége a cselekmény részletezésének! |

## Eltérések a valóságtól
Az auschwitzi tábor első vezetőjének nevét Merle megváltoztatta, Rudolf Lang valójában Rudolf Höß, aki a háború utáni rejtőzködése során a Franz Lang álnevet használta. A közte és Heinrich Himmler közé rendelt „statisztikusi” közvetítő, Obersturmbannführer (alezredes) Wulfslang nem más, mint maga Adolf Eichmann, akinek nevét szintén megváltoztatta, azonban rendfokozatát változatlanul hagyta.

## Magyarul
- Mesterségem a halál; ford. Gera György; Új Magyar Kiadó, Bp., 1955
- Mesterségem a halál; ford., utószó Gera György; Európa, Bp., 1963 (Milliók könyve)
- Mesterségem a halál; ford. Gera György, jegyz. Barna Imre; Európa, Budapest, 2005 (Európa diákkönyvtár)

## Film
A regény alapján 1977-ben, Theodor Kotulla (nyugat)német rendező, Aus einem deutschen Leben („Egy német életéről”) címmel, Götz George főszereplésével filmet készített.

## Külső hivatkozások
- Legeza Ilona könyvismertetője
- Soma mamagésa kedvenc könyvéről vallott